# Francisca Biaka
 (mars 2025).
Motif : Sourçage très léger pour cette page de pub
- Archive Wikiwix
- Bing
- Cairn
- DuckDuckGo
- E. Universalis
- Gallica
- Google
- G. Books
- G. News
- G. Scholar
- Persée
- Qwant
- (zh) Baidu
- (ru) Yandex
- (wd) trouver des œuvres sur Wikidata

| 1. | Préciser le motif de la pose du bandeau. | Précisez le motif de la pose du bandeau en utilisant la syntaxe suivante : {{admissibilité à vérifier\|date=juin 2025\|motif=remplacez ce texte par le motif}}                       |
| 2. | Informer les utilisateurs concernés.     | Pensez à avertir le créateur de l'article, par exemple, en insérant le code ci-dessous sur sa page de discussion : {{subst:avertissement admissibilité à vérifier\|Francisca Biaka}} |

 (mars 2025).
Pour l’article homonyme, voir Tallah.
 (mars 2025).
Francisca Biaka, née en 1961, est du domaine de la santé et de l'éducation au Cameroun. Elle est la directrice générale de Biaka University Institute of Buea (BUIB).

## Biographie
Francisca Biaka est une personnalité camerounaise originaire de la région du Sud-Ouest. Elle occupe le poste de directrice générale du Biaka University Institute of Buea (BUIB), une institution d'enseignement supérieur.Elle est une chrétienne catholique engagée, veuve et mère de quatre enfants.

## Carrière
Francisca Biaka a fréquenté au Collège Saker Baptist en 1979, puis s’est rendue en Angleterre. Elle est retournée au Cameroun en 1986 à la mort de son père et a repris sa société, PAN ELECTRIC ENTERPRISE LTD, dont elle a été le président-directeur général.
Elle a consacré sa vie et sa carrière à l’éducation de la société. Elle a eu un parcours dans plusieurs universités où elle obtient ses diplômes.
Elle débute avec l'obtention de Diplôme national ordinaire de Commerce et de Finance. elle poursuis ses études entre les années 1981-1983 où elle obtient son Diplôme national supérieur de Commerce et de Finance (H.N.D). Elle ne s'arrête pas là ; elle continue ses études au Royaume-Uni où elle obtient entre les années 1985-1886 son Diplôme d’études supérieures en administration d’entreprise et finance de l’Hammersmith & West London College.
Elle fait l’Université de Buea entre 2014-2016 où elle réussi à obtenir son Master en administration des affaires. Elle ne s'arrête pas là, et obtient son Master en administration des affaires de l’Université de Buea entre les années 2014-2016

## Distinction
Elle a reçu plusieurs distinctions, dont la reconnaissance en tant qu’éducatrice en soins de santé pour les jeunes par le Centre de santé reproductive Adèle en juin 2005. Elle est par la suite médaillé en novembre 2008 où elle reçoit une médaille d’argent de la Guilde d’argent et médaille d’argent du travail. Puis, elle est récipiendaire du prix FCEM/GFAC de la meilleure femme entrepreneur en octobre 2009. Elle ne se limite pas là, après être médaillé de Chevalier camerounais de l’Ordre de la Valeur en mai 2010 elle reçoit également le Prix humanitaire de l’orphelinat HOTPEC Mile a Buea en 2013. En mai 2016, elle est médaillée officier camerounais de l’ordre de la Vaillance .
Elle est connue pour son approche axée sur le développement personnel et l'autonomisation des jeunes Camerounais à travers l'éducation. Son travail a eu un impact significatif sur la formation des professionnels de la santé et l'amélioration des soins médicaux dans la région du Sud-Ouest du Cameroun.